# Brouwerij Lupulus
Brouwerij Lupulus (voor 2016 bekend als Les 3 Fourquets) is een Belgische brouwerij in Courtil (dorpje bij Bovigny in de provincie Luxemburg), bekend van de Lupulus-bieren.

## Geschiedenis
Les 3 Fourquets (De drie roerstokken) was een initiatief van Pierre Gobron en Chris Bauweraerts, de oprichters van de Brouwerij van Achouffe. Sinds 2004 gebruikten ze die installatie om proefbrouwsels te maken en om de nabijgelegen taverne te bevoorraden met de Bleuette en de Fourquette (witte Ardense).
In 2006, na de overname van de Brouwerij van Achouffe door Brouwerij Duvel Moortgat, werden  Les 3 Fourquets onafhankelijk op voorwaarde dat de jaarproductie de eerste vijf jaar na de overname minder was dan 1500 hectoliter. In 2008 verkocht Chris Bauweraerts al zijn aandelen (50%) aan Pierre Gobron. Die werd zo de enige eigenaar en runt sindsdien de brouwerij met zijn twee zonen Tim en Julien. In 2008 brachten ze met Lupulus een eigen bier op de markt, naar Humulus lupulus, de Latijnse benaming voor het in bier cruciale ingrediënt hop.
In maart 2016 werd een nieuwe brouwerij en bottelarij in gebruik genomen waardoor de jaarlijkse capaciteit werd verhoogd naar 80.000 hl. In 2016 werd 15.000 hl bier geproduceerd en telde de brouwerij 21 werknemers. Eind 2016 werd de brouwerij herdoopt tot Lupulus en het gamma Lupulus-bieren verder uitgebreid. In 2017 werd 70% van de productie uitgevoerd, onder meer naar Italië, Zwitserland, Israël, Azië en Nederland en al snel een succes werd waardoor de brouwinstallatie te klein werd.

## Bieren
- Lupulus Blonde
- Lupulus Organicus, de biologische versie van de Blonde
- Lupulus Brune
- Lupulus Hibernatus, winterbier
- Lupulus Hopera
- Lupulus Blanche, de vroegere Fourquette die in 2017 terug op de markt werd gebracht
- Lupulus Fructus

### Voormalige bieren
- La Fourquette
- La Madelonne
- La Béole
- Lupulus Bock, eenmalig gebrouwen

### In opdracht
- Cuvée du Tchesté, in opdracht van de Confrérie du Tchesté de Neufchâteau
- La THArée, biologisch blond bier met een alcoholpercentage van 8%, voor de Trail La THArée[2]

## Fotogalerij

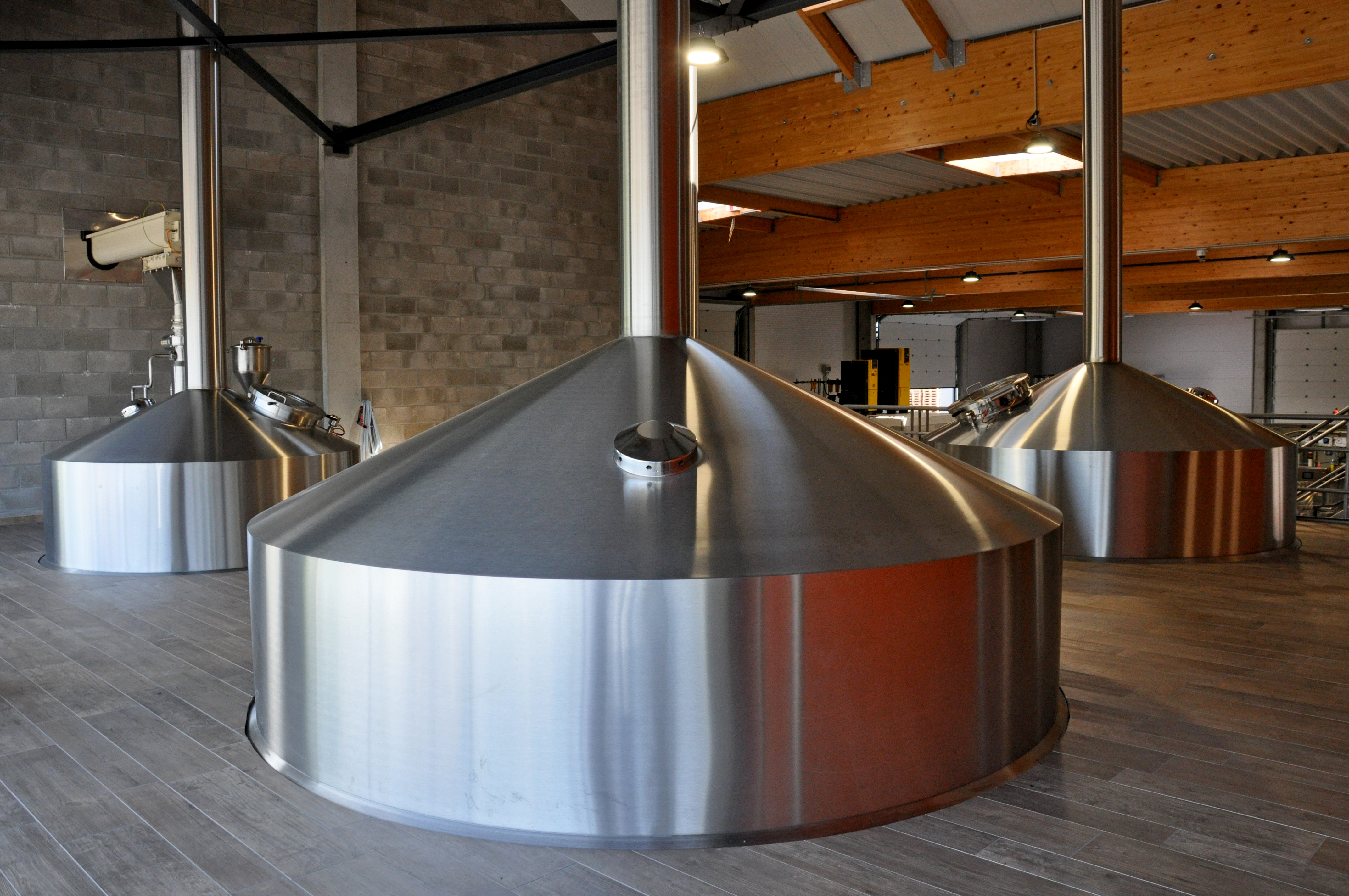
Brouwzaal
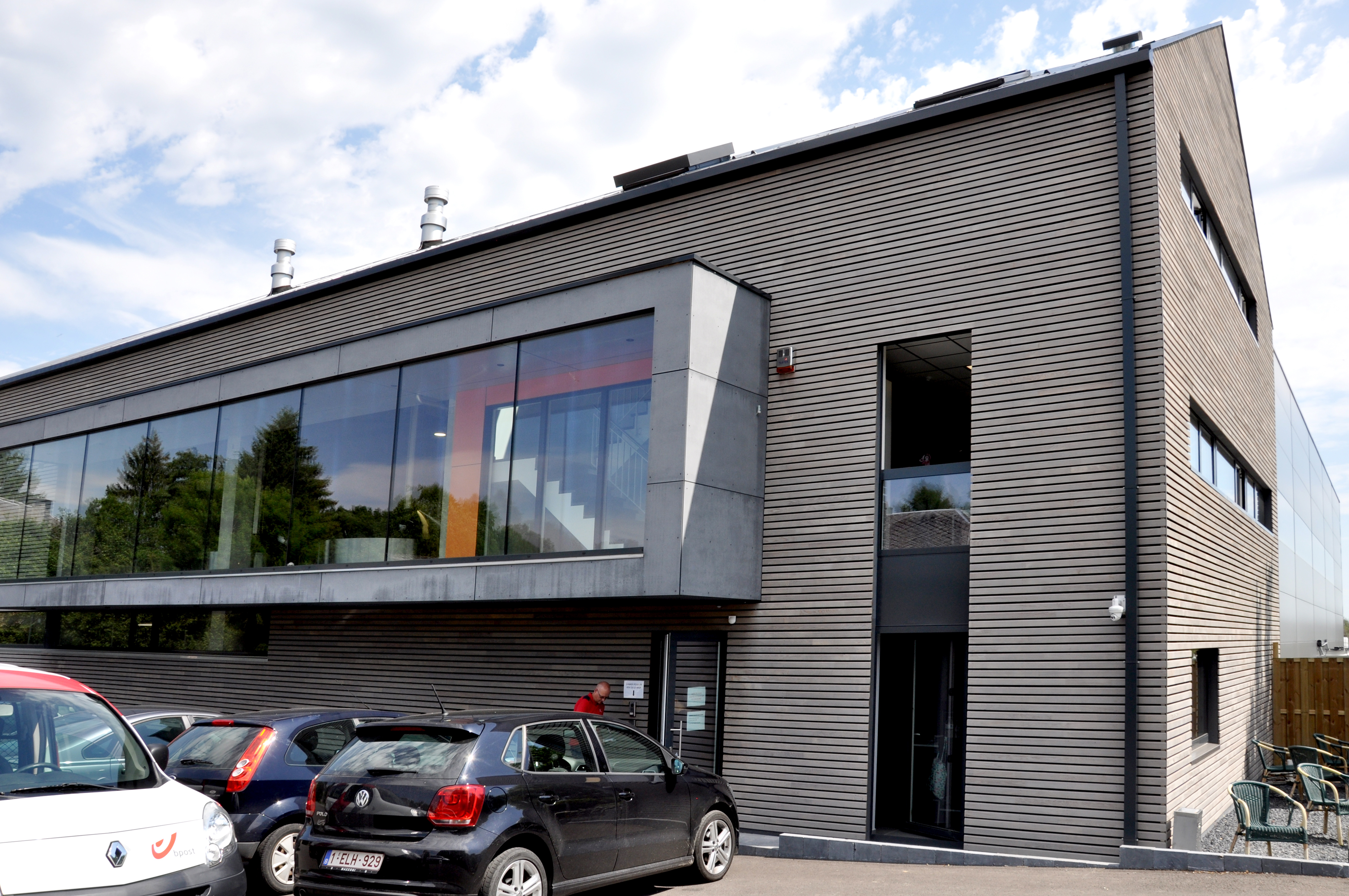
Nieuwe brouwerij
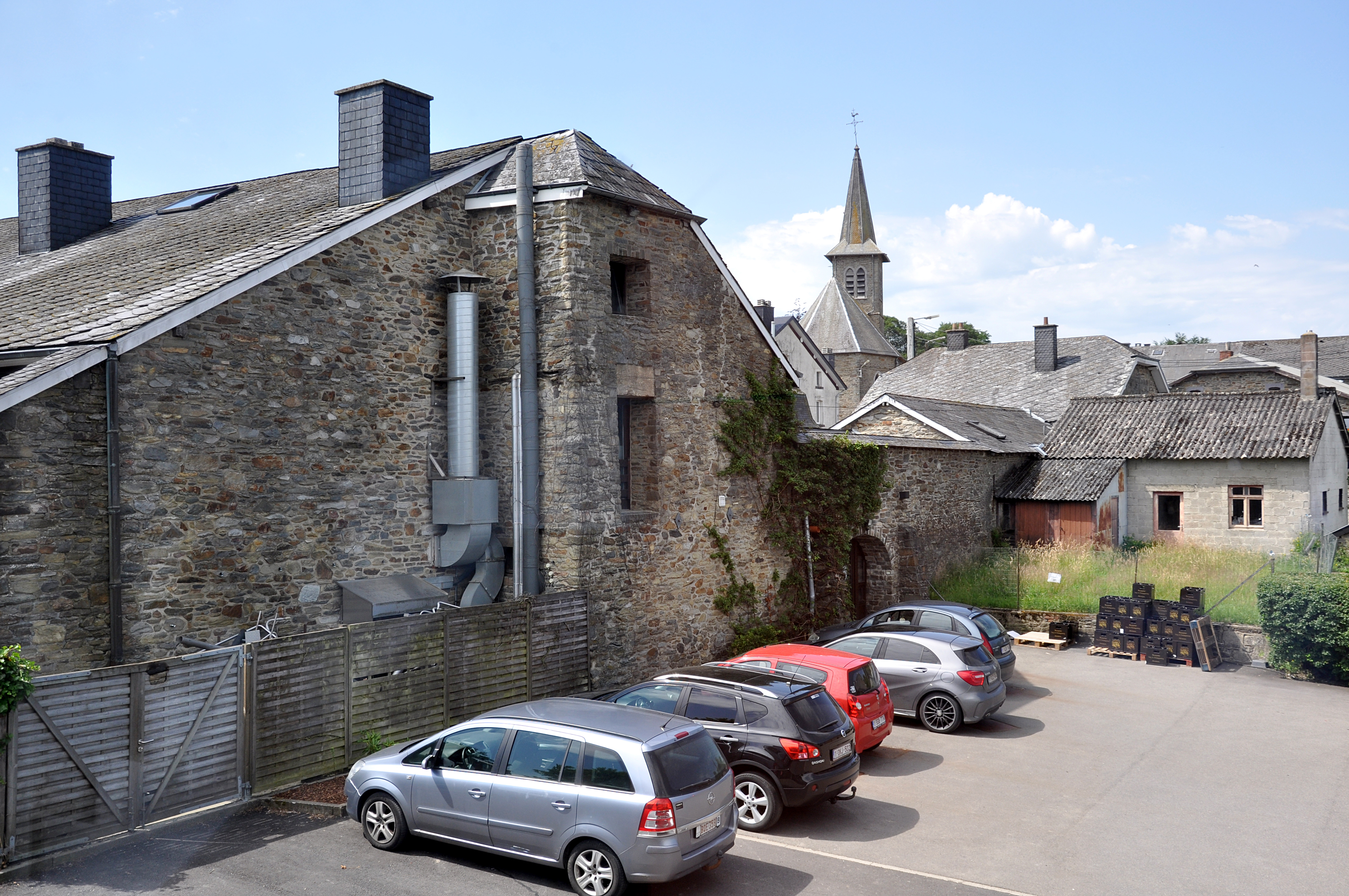
Oude brouwerij
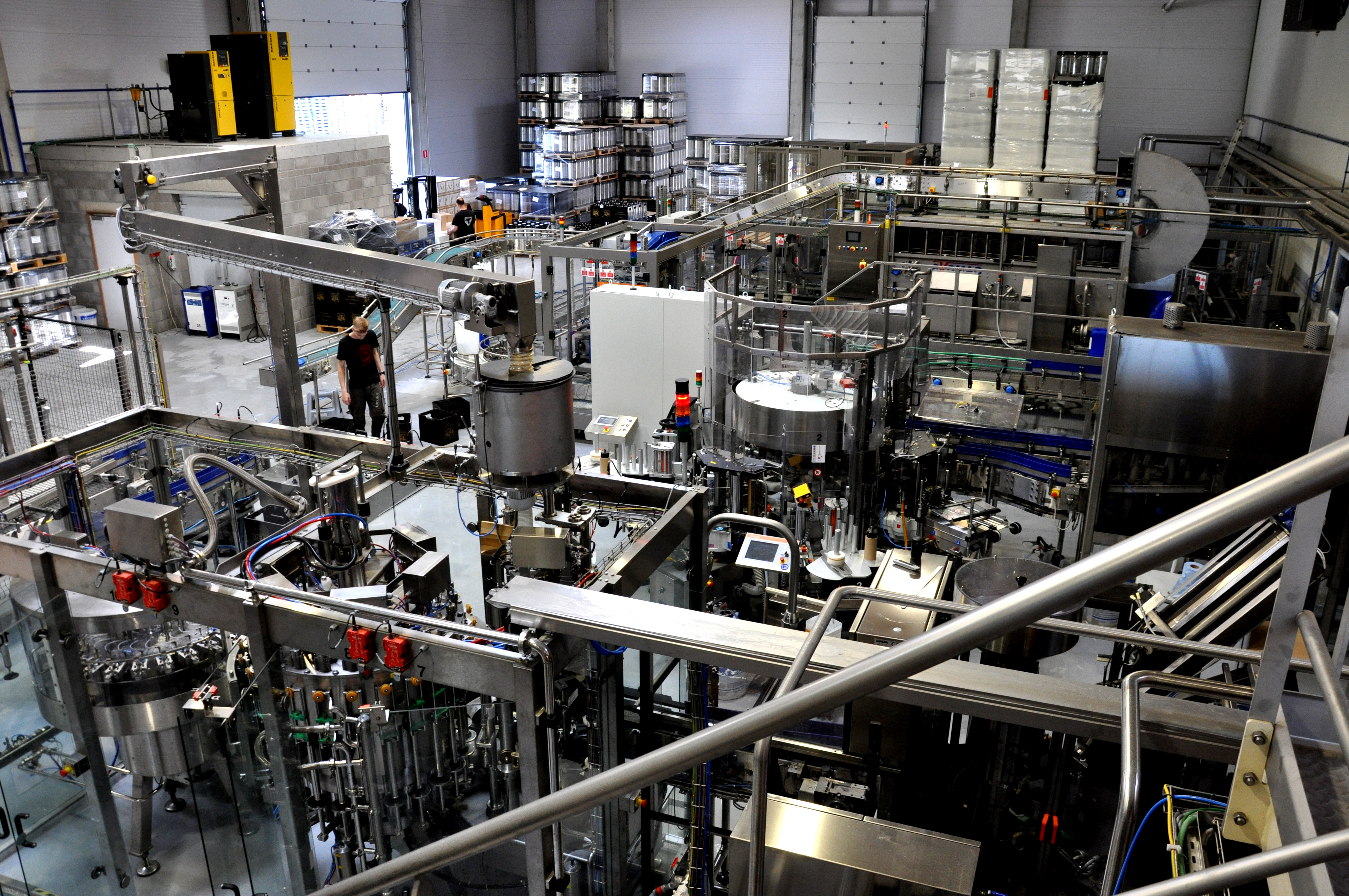
Bottelarij
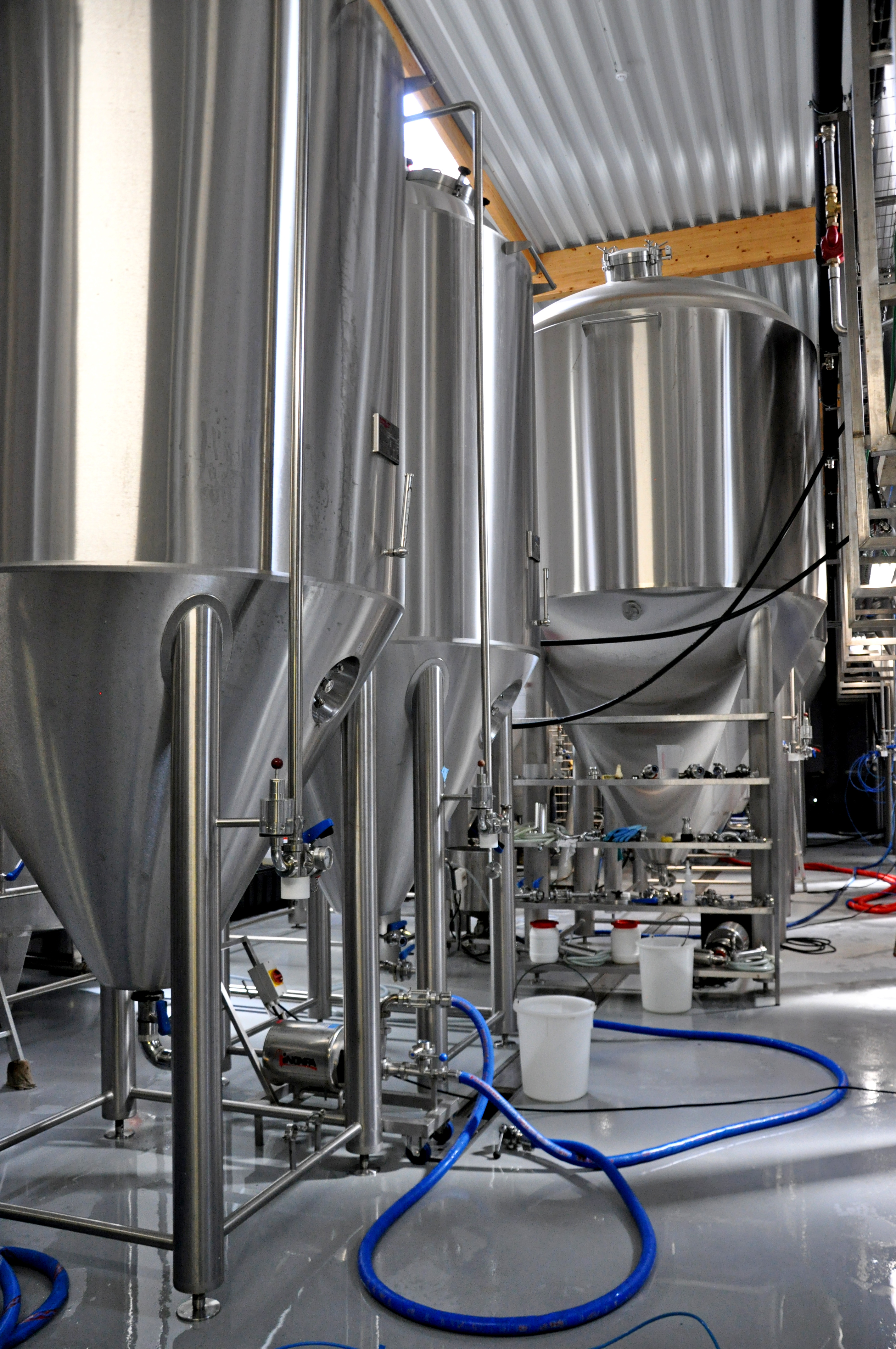
Lagertanks